# Base Antàrtica Joan Carles I
La Base Antàrtica Espanyola Juan Carlos I (BAE Juan Carlos I) és una base científica espanyola a l'Antàrtida depenent del CSIC, a través de la seva Unitat de Tecnologia Marina. Està situada en la península Hurd a l'illa Livingston, a l'arxipèlag de les Shetland del Sud, a 40 metres de la costa i a 12 metres d'altura, en l'ala de la Muntanya Reina Sofia (62° 39′ 46″ S, 60° 23′ 20″ O / 62.66278°S,60.38889°O). Té una superfície de 346 m² i pot albergar com a màxim 50 persones. La base més propera és la búlgara Sant Climent d'Ohrid, distant 2,7 km en direcció NE. Està situada en la costa SE de Badia Sud, a la Península Hurd d'Illa Livingston (arxipèlag de les Shetland del Sud), a unes 20 milles de navegació de la base espanyola Gabriel de Castilla, situada a Illa Decepció.

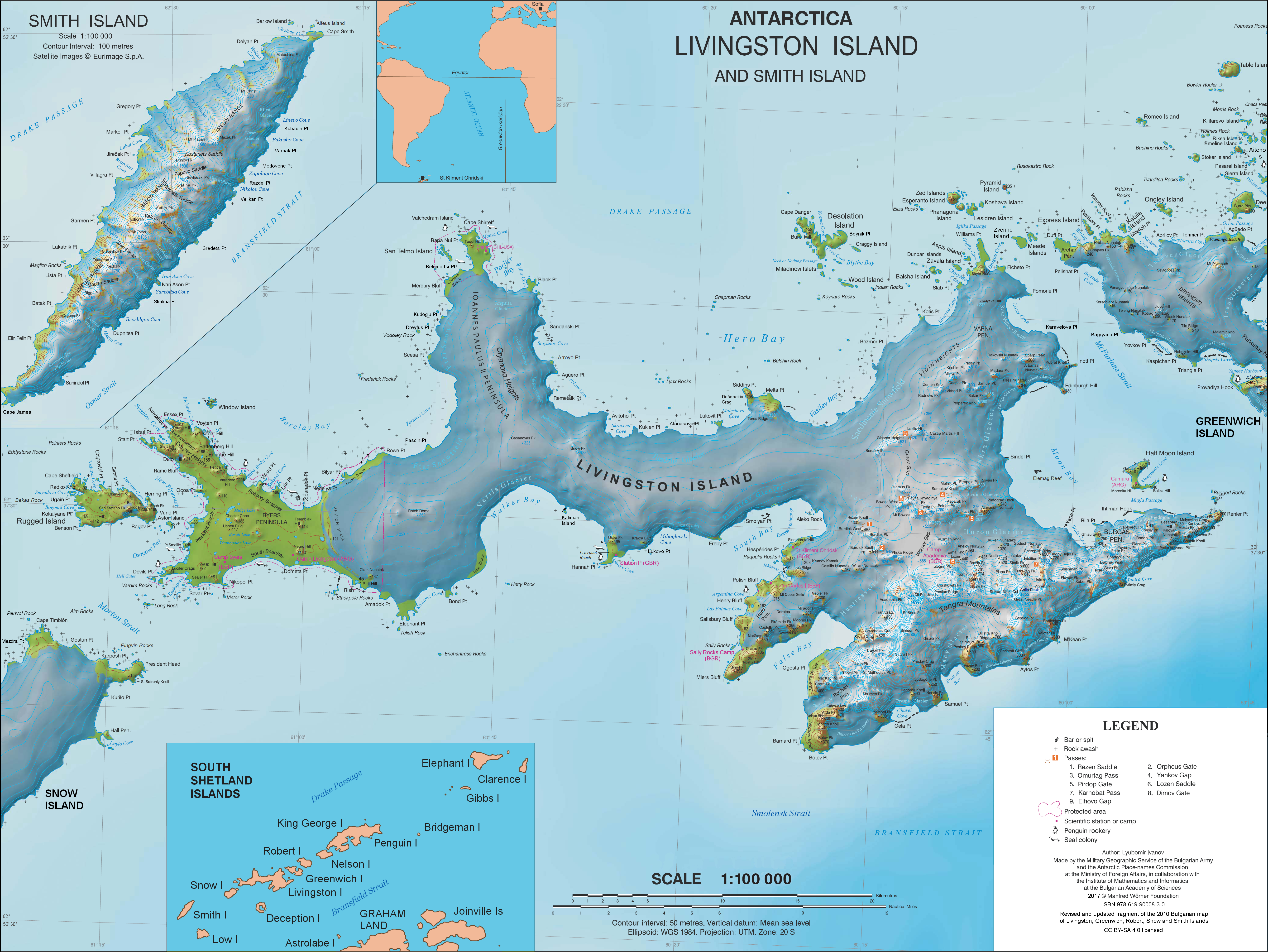
Mapa topogràfic de les illes Livingston y Smith.

## Història
El muntatge de la instal·lació va començar el 8 de gener de 1988 i l'11 de gener s'hissava la bandera espanyola en la qual era la primera base espanyola en l'Antàrtida. La base únicament roman ocupada durant l'estiu austral, entre novembre i març. Les activitats es realitzen als voltants de la base, així com en un campament temporal en la península Byers.
Des de 1999 la Unitat de Tecnologia Marina (UTM) del CSIC (anteriorment UGBOIP) assumeix la gestió tècnica i logística de la base Juan Carlos I.
Com totes les instal·lacions antàrtiques espanyoles, té com a objectiu recolzar les activitats d'Espanya en l'Antàrtida, en particular la realització dels projectes de recerca científica que coordina el Programa Nacional de Recerca en l'Antàrtida (PNIA).
El suport logístic i de manteniment el realitza des de 1991 el Buc de Recerca Oceanogràfica Hespérides, recolzat pel BIO Las Palmas, tots dos de l'Armada espanyola, encara que s'espera que el segon sigui substituït per un Buc d'acció marítima (BAM) modificat a aquest efecte.

## Mapes
- Illa Livingston: Península Hurd. Mapa topográfico de escala 1:25 000. Madrid: Servicio Geográfico del Ejército, 1991.
- L.L. Ivanov. Antarctica: Livingston Island and Greenwich, Robert, Snow and Smith Islands. Scale 1:120000 topographic map. Troyan: Manfred Wörner Foundation, 2009. ISBN 978-954-92032-6-4
- L. L. Ivanov. Antarctica: Livingston Island and Greenwich, Robert, Snow and Smith Islands. Scale 1:120000 topographic map. Troyan: Manfred Wörner Foundation.
- Antarctic Digital Database (ADD). Scale 1:250000 topographic map of Antarctica. Scientific Committee on Antarctic Research (SCAR). Since 1993, regularly upgraded and updated.
- L.L. Ivanov. Antarctica: Livingston Island and Smith Island. Scale 1:100000 topographic map. Manfred Wörner Foundation, 2017. ISBN 978-619-90008-3-0